# West Union (Ohio)
West Union és una població dels Estats Units a l'estat d'Ohio. Segons el cens del 2000 tenia 2.903 habitants.

## Demografia
Segons el cens del 2000, West Union tenia 2.903 habitants, 1.242 habitatges, i 757 famílies. La densitat de població era de 436,1 habitants per km².
Dels 1.242 habitatges en un 28,4% hi vivien nens de menys de 18 anys, en un 40,7% hi vivien parelles casades, en un 16,5% dones solteres, i en un 39% no eren unitats familiars. En el 35,5% dels habitatges hi vivien persones soles el 18,2% de les quals corresponia a persones de 65 anys o més que vivien soles. El nombre mitjà de persones vivint en cada habitatge era de 2,2 i el nombre mitjà de persones que vivien en cada família era de 2,81.
Per edats la població es repartia de la següent manera: un 22% tenia menys de 18 anys, un 9,8% entre 18 i 24, un 25,2% entre 25 i 44, un 20,9% de 45 a 60 i un 22,1% 65 anys o més.
L'edat mediana era de 40 anys. Per cada 100 dones de 18 o més anys hi havia 72,7 homes.
La renda mediana per habitatge era de 20.566 $ i la renda mediana per família de 25.531 $. Els homes tenien una renda mediana de 25.104 $ mentre que les dones 19.107 $. La renda per capita de la població era de 13.301 $. Aproximadament el 15,8% de les famílies i el 21,8% de la població estaven per davall del llindar de pobresa.

## Poblacions més properes
El següent diagrama mostra les poblacions més properes.